# Dixeia
Dixeia, commonly called the Small Whites, là một chi bướm thuộc phân họ Pierini, họ Pieridae that are found mainly in Africa.

## Các loài
Listed alphabetically.
- Dixeia astarte (Butler, 1900)
- Dixeia capricornus (Ward, 1871)
- Dixeia cebron Ward, 1871
- Dixeia charina (Boisduval, [1836]) – African Small White
- Dixeia dixeyi (Neave, 1904)
- Dixeia doxo (Godart, [1819]) – Black-veined White
- Dixeia larima (Boisduval, [1836])
- Dixeia leucophanes Vári, 1976
- Dixeia orbona (Geyer, 1837)
- Dixeia pigea (Boisduval, 1836) – Ant-heap White or Ant-heap Small White
- Dixeia piscicollis Pinhey, 1972
- Dixeia spilleri (Spiller, 1884) – Spiller's (Sulphur) Yellow or Spiller's Canary White

## Hình ảnh

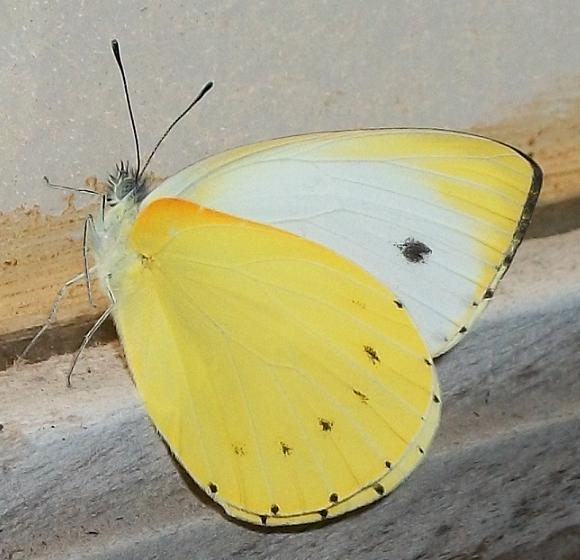